# Charles-Frédéric de Pinto
Pour les articles homonymes, voir Pinto.
 (juin 2015).
Si vous disposez d'ouvrages ou d'articles de référence ou si vous connaissez des sites web de qualité traitant du thème abordé ici, merci de compléter l'article en donnant les références utiles à sa vérifiabilité et en les liant à la section « Notes et références ».
Charles-Frédéric, comte de Pinto, est un militaire prussien né à Potsdam, Royaume de Prusse (Saint-Empire romain germanique), le 12 août 1784 et mort au château d'Hodbomont, (hameau de Theux), Royaume des Pays-Bas (1815-1830), le 15 avril 1820.

## Biographie
Issu d'une famille de militaires au service des rois de Sardaigne qui ont anobli son grand-père, Lorenzo Bernardino Pinto, Comte Barri di Massone, en 1767.  
Son père Ignace-François de Pinto, né de mère inconnue, émigre à Berlin pour se mettre au service du Roi Frédéric II de Prusse. Sous le nom de Franz Ignatz von Pinto (de), il y devient officier, puis général d'artillerie et y épouse Wilhelmine von Tarrach. 
Charles-Frédéric, leur fils,  deviendra, lui, chambellan du Roi Frédéric-Guillaume III de Prusse et servira comme adjudant-général dans le corps expéditionnaire prussien durant la campagne de France de 1814. Cantonné à Verviers (Belgique), il y épousera, en mars 1815, la fille de son hôte, Marie-Joséphine (Marie-Elisabeth?) de Grand'Ry, parente par sa mère à la famille des industriels verviétois Simonis. Le couple eût trois enfants. Blessé sévèrement (crâne perforé) à la Bataille de Waterloo, le comte Charles-Frédéric de Pinto décède des suites de ses blessures en avril 1820. Il est inhumé dans le caveau familial des comtes de Pinto, situé dans le vieux cimetière de Theux.